# Meczet w Kownie

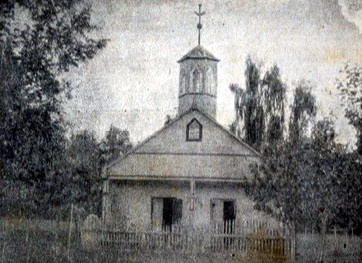
Kowieński meczet w 1906 roku.

Meczet w Kownie (lit. Kauno mečetė) – dom modlitewny muzułmanów i centrum kowieńskiej społeczności tatarskiej położony w Kownie przy ul. Tatarskiej 6.
Pierwsze wiadomości o istnieniu drewnianego meczetu w Kownie pochodzą z 1795 roku, gdy doszło do jego pożaru. W wyniku tragedii kowieńscy Tatarzy zostali pozbawieni własnej świątyni. Władze rosyjskie nie chciały się zgodzić na budowę nowego muzułmańskiego obiektu sakralnego, mieszkańcy Kowna byli więc zmuszeni należeć do gminy muzułmańskiej w Wilnie. 
Drewniany meczet kowieński udało się odbudować dopiero w 1908 roku z fundacji Aleksandra Ilasewicza. Po odzyskaniu przez Litwę niepodległości podjęto wysiłki na rzecz wzniesienia w stolicy murowanej świątyni tatarskiej. Z inicjatywą jej budowy wystąpił major Chalil Januszewski, był żołnierz armii rosyjskiej, a w latach 1922–36 prezes gminy muzułmańskiej w Kownie. 
Nowy meczet został zaprojektowany przez Wacława Michniewicza i A. Nietykszę na miejscu drewnianej świątyni. Jego uroczystego otwarcia dokonano w 1934 roku. W 1941 roku władze radzieckie zamknęły budynek, meczet działał jednak za zgodą Niemców aż do 1947 roku, po czym został zamieniony kolejno w salę sportową, magazyn cyrku i bibliotekę. Świątynię zwrócono dopiero pod koniec lat osiemdziesiątych, a jej ponowne otwarcie nastąpiło w lipcu 1991 roku po gruntownej renowacji. 
Styl nieotynkowanego przed wojną budynku nawiązywał do tzw. architektury mameluckiej, minaret wzorowano na meczecie Kait-Beja w Egipcie. Detal świątyni można określić jako neomauretański. 
Od XIX wieku wokół meczetu wznosił się cmentarz muzułmański, który w czasach radzieckich zamieniono na park. 